# Фрей (коммуна)
Фрей (норв. Frei) — бывшая коммуна в губернии Мёре-ог-Ромсдал в Норвегии. Административный центр коммуны — город Ренсвик. Население коммуны на 2004 год составляло 5 274 чел. Площадь коммуны Фрей — 65 км².
Коммуна была образована в 1838 году, а в 2008 вошла в состав коммуны Кристиансунн.
Название коммуна получила от названия острова Фрей (древнескандинавский: Freiðr). Смысл названия неизвестен, однако, есть предположение, что оно восходит к fríðr, что означает «хороший» или «красивый». До 1889 года название записывалось как Fredø (Фредо).
Коммуна Фредо была создана 1 января 1838 года. 1 января 1882 года, малая часть Фредо (населением 40 человек) была передана коммуне Оре, расположенной южнее. 1 сентября 1893 года, территория Фрей (население 231 человек) была объединена с новой коммуной Gjemnes. 1 января 1964 года северная часть острова Фрей была передана из коммуны Bremsnes в Фрей, так же часть Фрей на острове Aspøya (население 147 человек) была передана от Тингволл. 1 января 2008 года коммуна Фрей вошла в состав коммуны Кристиансунн, расположенной к северу от острова.